# 大阪周遊パス
大阪周遊パス（おおさかしゅうゆうぱす）は大阪市高速電気軌道（Osaka Metro）、大阪シティバスを中心に大阪市内（堺市と尼崎市の一部も利用可）の私鉄が1日乗り放題となる電子カード式のパスポート。正式名称はスルッとKANSAI大阪周遊パスであり、スルッとKANSAI協議会と大阪観光局が主管事業者（共同事業）。

## 概要
このパスポートを提示することで入場できる施設や、特典を受けられる施設や店舗がある。過去には阪急電鉄、阪神電気鉄道、南海電気鉄道が、それぞれの社の大阪市外の路線拡大版を販売していた。かつては泉北高速鉄道、近畿日本鉄道でも拡大版を発売していたが、泉北高速版は2013年度、近鉄版は2016年度の発売をもって廃止となった。2016年度版までは、4月1日を起点とした春夏版と10月1日を起点とした秋冬版に分かれた半年ごとの発売となっていて、春夏版は10月31日まで、秋冬版は翌年度の4月30日まで利用可能であったが、2017年度版からは春夏版と秋冬版が統合され、1年ごとの発売となった。また、外国人観光客の誘致のため、外国人ビジター専用に『外客用大阪周遊2日券』が発売されているが、2015年4月1日からは日本人対象の2日券も発売が開始されることとなった。南海関空版は2021年度以降の発売を休止する。
2020年12月には、本パスから乗車券部分を切り離し、観光施設への無料入場に的を絞った「大阪楽遊パス」も発売されている。
2024年6月16日をもって磁気カードでの販売を終了し（同年6月30日をもって利用を終了）、翌日以降「スルッとQRtto」上でのQRコード乗車券として発売している。

## 現在発売されている券種

### 標準版
南海高野線汐見橋 - 岸里玉出間（汐見橋線）はQRコード乗車券への切り替えに伴い利用ができなくなった。大阪市高速電気軌道中央線コスモスクエア - 夢洲は2024年度版では利用ができなかった。
- 利用可能区間
  - 大阪市高速電気軌道全線全区間
  - 大阪シティバス全系統（IKEA・USJ行き除く）
  - 近鉄難波線　全区間
  - 近鉄大阪線・奈良線　大阪上本町 - 今里間
  - 近鉄南大阪線　大阪阿部野橋 - 矢田駅間
  - 京阪本線　淀屋橋 - 千林駅間
  - 京阪中之島線　全区間
  - 南海本線　難波 - 堺駅間
  - 南海高野線　岸里玉出 - 中百舌鳥駅間
  - 阪神本線　梅田 - 尼崎駅間
  - 阪神なんば線　大阪難波 - 尼崎駅間
  - 阪急京都本線　十三 - 相川駅間
  - 阪急神戸本線　梅田 - 神崎川駅間
  - 阪急千里線　天神橋筋六丁目 - 下新庄駅間
  - 阪急宝塚本線　梅田 - 三国駅間
- 大人用のみで、1day（1日券）が3,500円、2day（2日券）が5,000円

### 大阪空港（伊丹）-万博記念公園版
2025年度より発売。
- 利用可能区間
  - 標準版で利用可能な全線
  - 阪急千里線　下新庄駅 - 山田駅間
  - 阪急宝塚本線　三国 - 蛍池駅間
  - 大阪モノレール本線　大阪空港 - 万博記念公園駅間
  - 北大阪急行電鉄南北線　千里中央 - 江坂駅間
- 大人用のみで、1day（1日券）が4,300円

## 過去に発売されていた券種
廃止時の情報・料金を示している。

### 標準版(2日券)
2024年ごろ発売終了。その後QRコード乗車券への切り替えに伴い範囲を1日券と同様に改め、発売を再開した。
- 大阪市高速電気軌道地下鉄・ニュートラム全線全区間
- 大阪シティバス全系統
- 大人用のみで、3,600円

### 拡大版(1日券のみ)

#### 阪急拡大版
- 標準版のエリア＋阪急神戸線・伊丹線・今津線・甲陽線・宝塚線・箕面線・千里線・京都線梅田～水無瀬間
- 大人用のみで、3,100円

#### 阪神拡大版
- 標準版のエリア＋阪神電鉄の全線
- 大人用のみで、3,100円

#### 南海関空版
- 標準版のエリア＋大阪府内全線（本線堺～孝子間・高野線中百舌鳥～天見間・高師浜線・空港線・多奈川線）
- 大人用のみで、3,400円

#### 万博記念公園版
- 標準版のエリア＋北大阪急行線江坂～千里中央間・大阪モノレール千里中央～万博記念公園間
- 大人用のみで、3,200円

## 入場可能施設
施設によっては入場時間などに制限がある。また、特別展などは別料金となるものもある。
- 梅田スカイビル（空中庭園展望台・絹谷幸二 天空美術館）
- HEP FIVE観覧車
- 住まいのミュージアム 大阪くらしの今昔館
- 国立国際美術館
- 大阪企業家ミュージアム
- とんぼりリバークルーズ
- WONDER CRUISE
- 上方浮世絵館
- 通天閣（一般展望台・TOWER SLIDER・Dive&Walk）
- 天王寺動物園
- 慶沢園
- 新世界ZAZA ZAZAお笑い寄席
- 四天王寺（中心伽藍・本坊庭園）
- 大阪城（天守閣・西の丸庭園）
- 海洋堂フィギュアミュージアム ミライザ大阪城
- 大阪城御座船
- 大阪水上バス（アクアライナー他）
- 大川さくらクルーズ（期間限定）
- 大阪歴史博物館
- 大阪国際平和センター（ピースおおさか）
- 天保山大観覧車
- 帆船型観光船 サンタマリア
- キャプテンライン
- レゴランド・ディスカバリー・センター大阪
- GLION MUSEUM
- 大阪府咲洲庁舎展望台
- 咲くやこの花館
- 大阪市立自然史博物館
- 大阪市立長居植物園
- さかい利晶の杜
- 堺市博物館
- 万博記念公園（大阪空港（伊丹）- 万博記念公園版のみ）
- OSAKA WHEEL（大阪空港（伊丹）- 万博記念公園版のみ）